# ГЕС Zhǎnghú
ГЕС Zhǎnghú (长湖水电站) — гідроелектростанція на півдні Китаю у провінції Гуандун. Використовує ресурс із річки Wengjiang, лівої притоки Бейцзян (одна зі складових річкової системи  Чжуцзян, яка завершується у Південно-Китайському морі між Гуанчжоу та Гонконгом).
В межах проекту річку перекрили бетонною гравітаційною греблею висотою 54 метра, довжиною 181 метр та шириною по гребеню 7 метрів. Вона утримує водосховище з об’ємом 155 млн м3 та максимальним рівнем під час повені на позначці 65,6 метра НРМ. У операційному режимі рівень поверхні може коливатись в діапазоні від 53 до 62 метрів НРМ.
Розташований на правобережжі за 0,4 км від греблі машинний зал обладнали двома турбінами типу Каплан потужністю по 36 МВт, які в подальшому модернізували – одну до показника у 40 МВт та іншу до 42 МВт. Гідроагрегати забезпечують виробництво 288 млн кВт-год електроенергії на рік.